# Armand Dufrénoy
Ours-Pierre-Armand Petit-Dufrénoy, född 5 september 1792 i Sevran, departementet Seine-Saint-Denis, död 20 mars 1857 i Paris, var en fransk geolog och mineralog.
Dufrénoy blev 1840 professor i mineralogi vid École des mines och medlem av Académie des sciences, samma år generalinspektör för de franska bergverken samt 1847 professor i mineralogi vid Muséum national d'histoire naturelle i Jardin des plantes. Han utgav tillsammans med Léonce Élie de Beaumont, en geologisk översiktskarta över Frankrike i skalan 1:500 000 (1840-42), åtföljd av Explication de la carte géologique de la France (1841-48), vilken gav de båda Wollastonmedaljen 1843.
Bland hans övriga verk märks Traité complet de minéralogie (1844-47; andra upplagan 1856-59) samt Voyage métallurgique en Angleterre (1827; andra upplagan 1837-39, med Élie de Beaumont, Coste och Perdonnet som medarbetare).